# 李世鑫
李世鑫（1988年2月12日—），前中国男子跳水运动员，现澳大利亚籍华裔男子跳水运动员。

## 簡歷
李世鑫出生于中国广西玉林市兴业县高峰镇水车坪村，自幼随父母移居广东省茂名市生活，1994年开始练习跳水，在茂名市业余体校训练三年后，1998年入选广东省跳水队，2002年被招入海军跳水队，成为一名军人运动员。2004年在全国跳水锦标赛中获男子全能冠军后，入选中国国家跳水队。
2005年起，李世鑫开始参与国际各类大型赛事，主项为男子三米跳板。其擅长高难度动作，是全队公认的“最能吃苦”的队员，被称为中国跳水队中的“难度王”。在2009年全国跳水冠军赛中，成功跳出难度系数高达3.9的109B（向前翻腾四周半屈体）动作，成为世界上第一个完成该难度动作的跳水运动员。
2011年2月，李世鑫參加在俄罗斯奔萨举行的国际泳联跳水大奖赛第2站，並於男子3米跳板項目獲得冠軍。在賽後的頒獎典禮上，运动员登上頒獎台獲頒獎牌，並等待進行奏国歌升国旗仪式，但主辦單位竟然沒有播出中国国歌，甚至還播錯其他音樂；在此窘況下，李世鑫自行大聲清唱起国歌來，其表現感動全场观众，並為他鼓掌。事後，國內的媒體纷纷報導這宗清唱國歌的事件，令本來在跳水隊中知名度不高的李世鑫聲名大噪，媒體並稱呼他為「清唱国歌男」。
2011年7月，其在上海游泳世锦赛获得男子一米跳板金牌，是其个人首个世界冠军，后在2013年巴塞罗那游泳世锦赛再度获得男子一米跳板金牌，成为世锦赛历史上该项目首个卫冕冠军。2014年离开中国跳水队，2017年初复出，代表上海队参加第十三届全运会，获得男子单人三米板第四名、双人三米板第七名、男子团体第四名，在完成其第五次全运会跳水比赛后正式退役，经营户外运动俱乐部，后举家移民到澳大利亚，在墨尔本梅尔安姆俱乐部兼职担任教练。
2018年6月，其代表俱乐部参加跳水世界杯选拔赛时，因表现出色被澳大利亚跳水协会相中，后决定回归赛场，2019年5月，正式入籍并完成转会手续。2019年11月，代表澳大利亚参加国际泳联跳水大奖赛，获得黄金海岸站男子单人三米板季军和双人三米板季军。2021年6月，首度入选澳大利亚奥运会跳水代表队，最终获得男子三米板第27名。2022年6月，在布达佩斯游泳世锦赛获得男子一米跳板铜牌，是其时隔九年后再度获得国际重要赛事的个人奖牌。2022年10月，与搭档拉什兰·克罗宁获得柏林跳水世界杯男子双人三米板铜牌。2023年，获得跳水世界杯蒙特利尔站男子三米板决赛亚军。2024年，获得世界游泳锦标赛男子一米跳板银牌、混合团体跳水比赛铜牌。

## 个人生活
- 李世鑫曾是中国跳水队的文艺骨干，多才多艺，喜欢自弹自唱，还能说一口流利的英语[2][11]。
- 2014年，李世鑫在外出游玩潜水的时候结识了妻子韩芳，两人在2016年育有一女，2018年迎来了双胞胎女儿。其手臂上纹着一个奥运五环纹身，也表示入籍澳大利亚也是为了完成自己的奥运梦想[12]。

## 外部連結
- 李世鑫在国际奥林匹克委员会的资料